# Adetus stramentosus
Adetus stramentosus es una especie de escarabajo del género Adetus, familia Cerambycidae. Fue descrita científicamente por Breuning en 1940.
Habita en Brasil. Los machos y las hembras miden aproximadamente 9,5 mm.